# Nisse Hellberg
Nils "Nisse" Hellberg, född 2 april 1959 i  Limhamn i Malmö, är en svensk kompositör, textförfattare, mest känd som sångare, gitarrist och frontman i bandet Wilmer X.
Hellberg har även framträtt som soloartist, samt spelat in en skiva tillsammans med Peps Persson, kallad Röster från Södern. Han är, tillsammans med Jalle Lorensson, den ende medlemmen i Wilmer X som har varit med sedan starten.
Han gjorde även, tillsammans med Clas Rosenberg, serien Herman Frid, som publicerades i Svenska Serier 1981.
Under 2007 och 2008 turnerade han genom hela landet med sitt solomaterial. I maj 2008 var han förband till John Fogertys konsert i Öja Slottsruin vid Ystad samt i Stockholm och Karlstad.  Den 21 maj 2014 kom hans soloskiva "Vad har han i huvudet?".

## Priser och utmärkelser
- 1993 – Johnny Bode-stipendiet
- 2017 – Piratenpriset
- 2018 – Fjellispriset
- 2020 – Årets skåning[3]

## Galleri

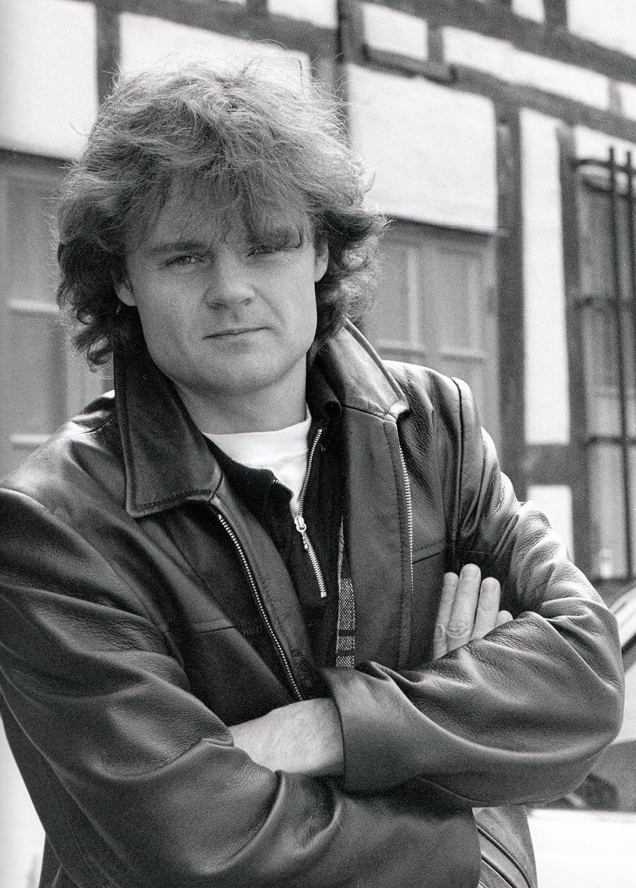
Nils Hellberg i Malmö 1992.
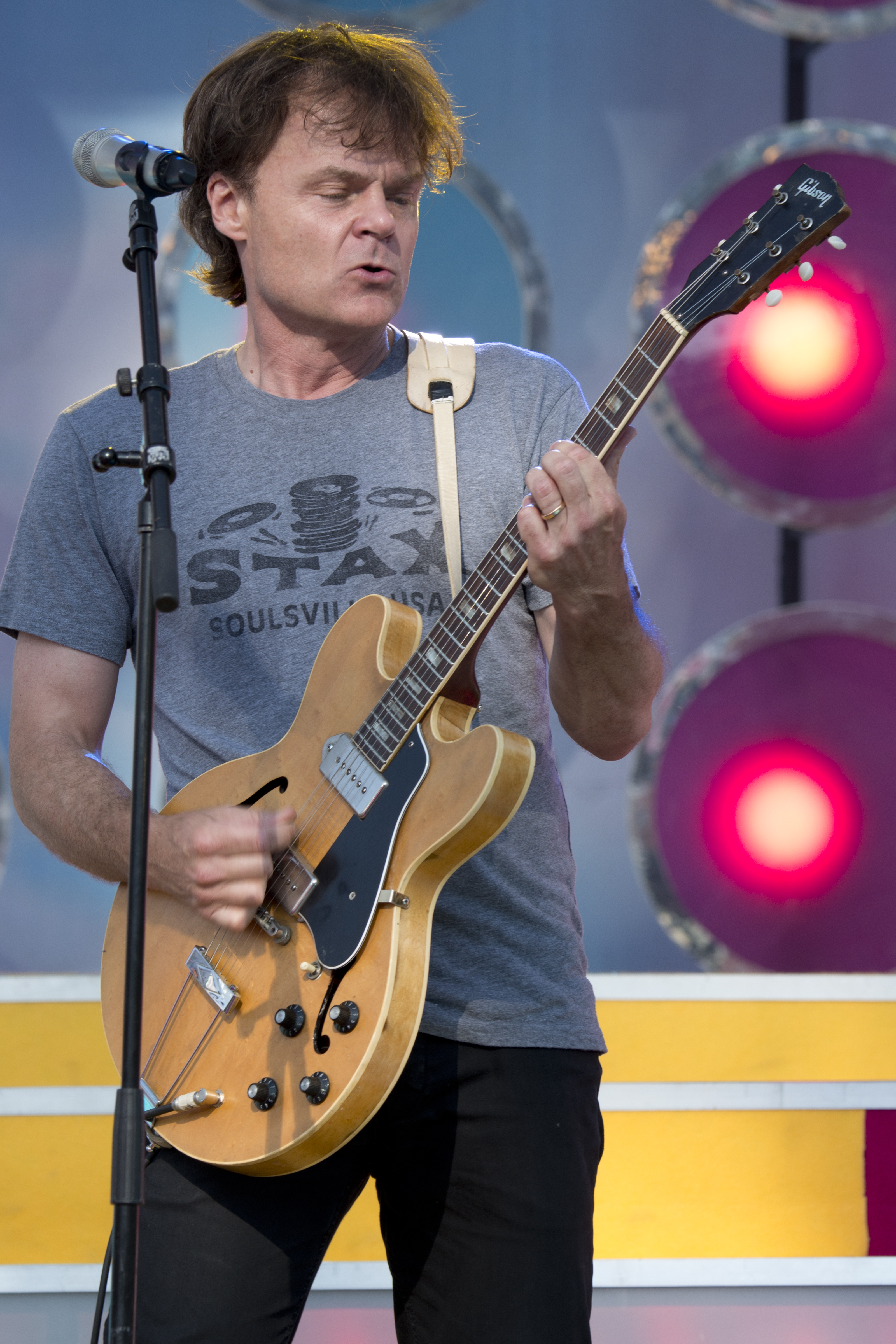
Nisse Hellberg på Sommarkrysset 2014.

## Diskografi
- 1994 – Röster från Södern (med Peps Persson)
- 1996 – Lonely Boys (med Per Gessle)
- 2001 – Xtrem
- 2006 – Snackbar blues
- 2007 – En tiger i tanken
- 2009 – En Modern Man
- 2010 – Tufft Jobb - Nisse Hellbergs Bästa 1994-2010
- 2011 – Flod av eld
- 2014 – Vad har han i huvudet?[2]
- 2016 – Vägen Västerut
- 2017 – Outgivna bitar 2000-2016
- 2020 – Goda Tider Rullar In